# Jehan Bretel
Pour les articles homonymes, voir Bretel.
Jehan Bretel (né vers 1210, mort en 1272) était un trouvère. De son œuvre connue de probablement 97 chansons, 96 nous sont parvenues. À en juger par ses contacts avec les autres trouvères, il était célèbre et populaire. Sept pièces d'autres trouvères (Jehan de Grieviler, Jehan Erart, Jaques le Vinier, Colart le Boutellier et Mahieu de Gant) lui sont dédicacées et il fut un temps "Prince" du Puy d'Arras. 

## Biographie
Bretel tenait le poste héréditaire de sergent à l'Abbaye Saint-Vaast à Arras, ce qui lui permettait de surveiller les droits de l'abbatiat sur la Scarpe. Il est mentionné comme  « sergens iretavles de la riviere Saint-Vaast » dans un document de 1256. Son père, Jehan, avait tenu ce même poste depuis 1241 (au plus tard) jusqu'à sa mort en 1244 et son grand-père Jacques était décrit comme sergent héréditaire au début du siècle quand il y avait huit postes officiels associés à l'abbaye. Le trouvère et son frère étaient de petits propriétaires près d'Arras où Jehan mourut en 1272. 
Nous savons que Bretel écrivit huit chansons courtoises, dont sept ont survécu. Bretel dédicaça la chanson Li miens chanters à la comtesse Béatrice, femme de Guillaume III de Dampierre et sœur de Henri III de Brabant, duc de Brabant. 
Bretel participa également à quatre-vingt-dix-neuf jeux partis dont près de la moitié a été conservée. Nombre d'entre eux sont assignés sur la base d'évidences internes (les poètes sont souvent nommés) puisqu'il n'y a pas de rubrique. Quelques-uns sont adressés à Sire Jehan ou simplement Sire et leur attribution à Bretel, quoique probable, n'est pas certaine. Environ quarante poètes différents de la région d'Arras participaient à ces jeux partis, soit comme juges, soit comme correspondants. Ces poèmes sont généralement regroupés avec d'autres de Bretel dans les chansonniers, même s'il n'en est pas à l'origine bien que ceux qu'il avec le célèbre Adam de la Halle sont d’ordinaire réunis avec les poèmes d'Adam.

## Liste des œuvres

### Chansons courtoises
- Jamais nul jour de ma vie
- Je ne chant pas de grant joliveté
- Li grans desirs de deservir amie
- Li miens chanters ne puet plaire
- Mout liement me fait Amours chanter
- Onques nul jour ne chantai
- Poissans Amours a mon cuer espiié

### Jeux partis
- Avec Adam de la Halle
  - Adan, amis, je vous dis une fois
  - Adan, amis, mout savés bien vo roi
  - Adan, a moi respondés
  - Adan, d'amours vous demant
  - Adan, du quel cuidiés vous[2], pas de musique
  - Adan, li qués doit mieus trouver merchi
  - Adan, mout fu Aristotes sachans
  - Adan, qui aroit amee
  - Adan, se vous amiés bien loiaument
  - Adan, s'il estoit ensi
  - Adan, si soit que ma feme amés tant
  - Adan, vauriés vous manoir
  - Adan, vous devés savoir
  - Avoir cuidai engané le marchié
  - Compains Jehan, un gieus vous vueil partir
  - Sire, assés sage vous voi[2], proposé par Adam, pas de musique
  - Sire Jehan, ainc ne fustes partis, proposé par Adam

- Avec Audefroi
  - J'aim par amours et on moi ensement, proposé par Audefroi
  - Sire Audefroi, qui par traïson droite

- Avec Jehan le Cuvelier d'Arras
  - Cuvelier, dites moi voir, sans music
  - Cuvelier, or i parra[2]
  - Cuvelier, s'il est ainsi[2], deux mélodies
  - Cuvelier, vous amerés
  - Je vous demant, Cuvelier, espondés, pas de musique

- Avec Gaidifer d'Avion
  - Gaidifer, d'un jeu parti
  - Gaidifer, par courtoisie

- Avec Gerard de Boulogne
  - Sire Jehan, vous amerez, proposé par Gérart, pas de musique

- Avec Jehan de Grieviler
  - Conseilliez moi, Jehan de Grieviler
  - Grieviler, a ma requeste[2], pas de musique
  - Grieviler, del quel doit estre[2]
  - Grieviler, deus dames sai d'une beauté
  - Grieviler, deus dames sont
  - Grieviler, dites moi voir, pas de musique
  - Grieviler, feme avés prise
  - Grieviler, ja en ma vie, pas de musique
  - Grieviler, par maintes fies[2]
  - Grieviler, par quel raison, pas de musique
  - Grieviler, par vo bapteme
  - Grieviler, se vous aviés[2]
  - Grieviler, se vous quidiés[2]
  - Grieviler, s'il avenoit, pas de musique
  - Grieviler, un jugement
  - Grieviler, vostre ensient, deux mélodies
  - Grieviler, vostre pensee
  - Jehan Bretel, une jolie dame[2], proposé par Grieviler
  - Jehan Bretel, vostre avis, proposé by Grieviler
  - Jehan de Grieviler, deus dames sai, pas de musique
  - Jehan de Grieviler, sage
  - Jehan de Grieviler, s'aveuc celi[2], pas de musique
  - Jehan de Grieviler, une
  - Jehan de Grieviler, un jugement, pas de musique
  - Prince del Pui, mout bien savés trouver, proposé par Grieviler
  - Respondés a ma demande, two melodies
  - Sire Bretel, je vous vueill demander, proposé par Grieviler, pas de musique
  - Sire Bretel, vous qui d'amours savez, proposé par Grieviler, pas de musique

- Avec Jehan de Marli
  - Maistre Jehan de Marli, respondés[2]

- Avec Jehan de Renti
  - Jehan Bretel, un chevalier, proposé par Jehan de Renti, pas de musique

- Avec Jehan Simon
  - Jehan Simon, li quieus s'aquita mieus, deux mélodies

- Avec Jehan de Vergelai
  - Jehan de Vergelai, vostre ensïent[2]

- Avec Lambert Ferri:
  - Amis Lambert Ferri, vous trouverés[2]
  - Entendés, Lambert Ferri[2]
  - Ferri, a vostre ensïent[2]
  - Ferri, il sont doi amant[2]
  - Ferri, il sont dui fin loial amant, pas de musique
  - Ferri, se ja Dieus vous voie
  - Ferri, se vous bien amiés
  - Jehan Bretel, par raison[2], proposé par Lambert, deux mélodies
  - Lambert Ferri, drois est ke m'entremete[2], pas de musique
  - Lambert Ferri, je vous part[2]
  - Lambert Ferri, li quieus doit mieus avoir
  - Lambert Ferri, s'une dame orgeilleuse[2]
  - Lambert, il sont doi amant[2]
  - Lambert, se vous amiés bien loiaument[2]
  - Lambert, une amie avés[2]
  - Prince del Pui, selonc vostre pensee[2], proposé par Lambert
  - Sire Bretel, entendés[2], proposé par Lambert
  - Sire Jehan Bretel, vous demant gié, proposé par Lambert, pas de musique

- Avec Mahieu li Taillere
  - A vous, Mahieu li Taillere[2]

- Avec Perrin d'Angicourt
  - Perrin d'Angicourt, respondés[2]
  - Prince del Pui, vous avés[2], proposé par Perrin

- Avec Perrot de Neele
  - Amis Pierot de Neele[2]
  - Jehan Bretel, respondés', proposé par Perrot
  - Pierrot de Neele, amis, pas de musique
  - Pierot, li ques vaut pis a fin amant[2]

- Avec Prieus de Boulogne
  - Sire Prieus de Boulogne[2], pas de musique

- Avec Robert de Castel
  - Robert du Chastel, biaus sire

- Avec Robin de Compiegne
  - Sire Jehan Bretel, conseill vous prie, proposé par Robin, pas de musique

- Avec Robert de la Piere
  - Robert de la Piere, repondés moi[2]

- Avec plus de deux
  - Biaus sire tresorier d'Aire, proposé conjointement by Bretel et Lambert Ferri à Jehan le Cuvelier d'Arras et le Trésorier d'Aire
  - Cuvelier et vous, Ferri[2], proposé par Bretel à Jehan le Cuvelier d'Arras, Lambert Ferri et Jehan de Grieviler

## Sources
- Karp, Theodore. "Bretel, Jehan." Grove Music Online. Oxford Music Online.
- Guy Muraille, « Jean Bretel », dans : Robert Bossuat, Louis Pichard et Guy Raynaud de Lage (dir.), Dictionnaire des lettres françaises, t. 1 : Moyen Âge, éd. entièrement revue et mise à jour sous la dir. de Geneviève Hasenohr et Michel Zink, Paris, Fayard, 1992, p. 754-755.